# Minispiel
Bei einem Minispiel handelt es sich um ein kurzes Computerspiel, das in einem anderen Spiel enthalten ist. Minispiele sind im Allgemeinen kürzer und simpler als das Spiel, in dem sie enthalten sind.
Minispiele können entweder als regulärer Spielinhalt auftauchen oder als Easter Egg. Wird ein Minispiel als normaler Spielinhalt eingebettet, kann das Lösen des Minispiels Einfluss auf den Fortlauf des gesamten Spieles haben, während Minispiele als Easter Eggs durch Erforschen der Spielwelt oder Lösen von Aufgaben durch den Spieler freigeschaltet werden. 
Manche Spiele, wie etwa Lazy Jones, WarioWare oder Leisure Suit Larry - Magna Cum Laude basieren hauptsächlich auf der Aneinanderreihung von Minispielen.

## Beispiele
- In manchen Schleich-Shootern wie Thief oder Splinter Cell oder Rollenspielen wie The Elder Scrolls IV: Oblivion oder Fallout 3 ist das Knacken von Schlössern mit einem Dietrich als ein Minispiel implementiert.
- In vielen Adventures werden klassische Rätsel wie etwa das Schieberätsel (z. B. in Nibiru – Der Bote der Götter oder Ecoquest) oder der Rösselsprung (z. B. in Black Mirror) als Minispiel eingebunden.
- In Day of the Tentacle ist der komplette Vorgänger Maniac Mansion auf einem im Spiel auffindbaren Computer spielbar.
- In Donkey Kong 64 ist der Arcadeklassiker Donkey Kong an einem Spielautomaten spielbar.
- In Grand Theft Auto: San Andreas kann man unter anderem an Spielautomaten oder -konsolen Videospiele sowie in Bars Billard oder auf Sportplätzen Basketball spielen.
- Einige Spiele haben das Angeln von Fischen, weiteren Unterwasser-Lebewesen oder Schätzen implementiert, bei denen der Fangerfolg von einem Geschicklichkeitsspiel abhängt, so etwa Stardew Valley, Animal Crossing, Palia oder auch Minecraft.[1]